# Ayşegül Acevit
Ayşegül Acevit (née en Turquie en 1968) est une femme de lettres turco-allemande.
Sa famille vient de la partie turque de la Mer Noire, et Ayşegül Acevit grandit dans la région de la Ruhr. Actuellement elle vit à Cologne. Acevit a étudié les sciences sociales avant de travailler pour l'Adolf-Grimme-Institut, la Westdeutschen Rundfunk et la Zweiten Deutschen Fernsehen.
Elle a codirigé la publication de Que vis-tu? (de) (Was lebst du?, 2005), recueil de nouvelles écrites par des auteurs d'expression allemande mais d'origine turque. Elle est par ailleurs l'auteure de plusieurs histoires de ce volume. Dans son deuxième livre Zu Hause in Almanya (À la maison, en Allemagne, 2008), elle réunit une série d'histoire qu'elle a elle-même composées, sur la vie des immigrés turcs en Allemagne. Parlant de ce livre, le bimestriel féministe Emma a qualifié Acevit de « passeuse », ajoutant que l'auteur « est à l'intersection des deux cultures ».